# ソユーズ11号
ソユーズ11号 (ロシア語: Союз-11, Soyuz 11) は、ソビエト連邦の有人宇宙船である。コールサインは「ヤンタル（琥珀）」。世界初の宇宙ステーション、サリュート1号へのドッキングに初めて成功したが、大気圏再突入準備中に宇宙船内の空気が失われ、搭乗していた3人の宇宙飛行士が窒息死するという悲劇に終わった。

## ミッション
ソユーズ11号は1971年6月6日、カザフ・ソビエト社会主義共和国（現・カザフスタン）にあるバイコヌール宇宙基地より打上げられた。数か月前、ソユーズ10号がサリュート1号への初のドッキングを目指したが、失敗していた。しかしソユーズ11号のサリュート1号へのドッキングは6月7日に成功し、ゲオルギー・ドブロボルスキー、ウラディスラフ・ボルコフ、ビクトル・パツァーエフの3人のクルーは22日間滞在した。これは1973年5月 - 6月にかけてアメリカ合衆国のスカイラブ2号ミッションが行われるまで宇宙滞在の世界記録であった。
サリュートへ乗り込むと、彼らは煙臭い、焦げた匂いに気付いた。翌日は換気システム修理に費やし、空気が清浄になるまでソユーズで待機した。サリュートでの滞在はとても生産的で、テレビ生放送なども行った。しかし11日目に火災発生、ステーション滞在は1週間短縮される。ミッション最大の目的はN-1ブースターの出来を見ることであったが、この計画は延期。また、彼らは1日2回トレッドミルでの運動を求められていたが、トレッドミルを使うとステーション全体が振動するということも分かった。プラウダはミッション中、ミッションのニュースや最新情報を伝えた。

## クルーの死
1971年6月30日、ソユーズ11号の帰還モジュール（再突入カプセル）は通常通り大気圏再突入をしたかに見えたが、カプセルを開けると死亡した3人の宇宙飛行士が発見された。3人は窒息死したことが直ぐに明らかとなった。
原因究明すると、帰還モジュールとソユーズ本体を繋ぐバルブ部分に欠陥が見付かった。直径1 mm以下のそのバルブは着陸の瞬間までカプセル内の気圧を保つはずであったが、この時は再突入前よりカプセル内の空気を宇宙に漏らしていた。バルブは飛行士の椅子の下にあったので、空気がなくなる前に穴の場所を特定し塞ぐのは不可能と思われた。まだ上空168 kmにいる時点で、僅か30秒間にカプセル内の空気は全て失われたと推定された。数秒のうちにドブロボルスキーは異変に気付き、椅子を外しバルブを塞ごうとしたらしいが、残った時間が少な過ぎた。バルブを手動で閉めるには60秒は必要で、ドブロボルスキーは亡くなる前に半分まで閉めていた。カプセル内には動けるスペースがほとんどなく、パツァーエフとボルコフは実質的に何も出来なかった。
当時のソユーズ宇宙船帰還モジュールは、3人のクルーが宇宙服を着たまま乗り込める構造となっていなかった。ソユーズ10号がサリュートとのドッキングに失敗した後、11号クルーを2人に減らし宇宙服を着せ、ドッキング前に船外活動を行ってドッキングシステムを点検することも提案されたが、クルー候補達は船外活動訓練を受けていなかったため却下された。
後に公開された記録映像では、カプセルより地上へ下ろされた3人に心肺蘇生法を施すサポートクルーの姿が映されていた。彼らは、減圧事故が起こって直ぐの場合は助かる場合が多いことに希望を持って蘇生を行ったが、現在は、当時既に呼吸停止より15分以上経っており、宇宙船が着陸した時には既に絶命していたことが分かっている。

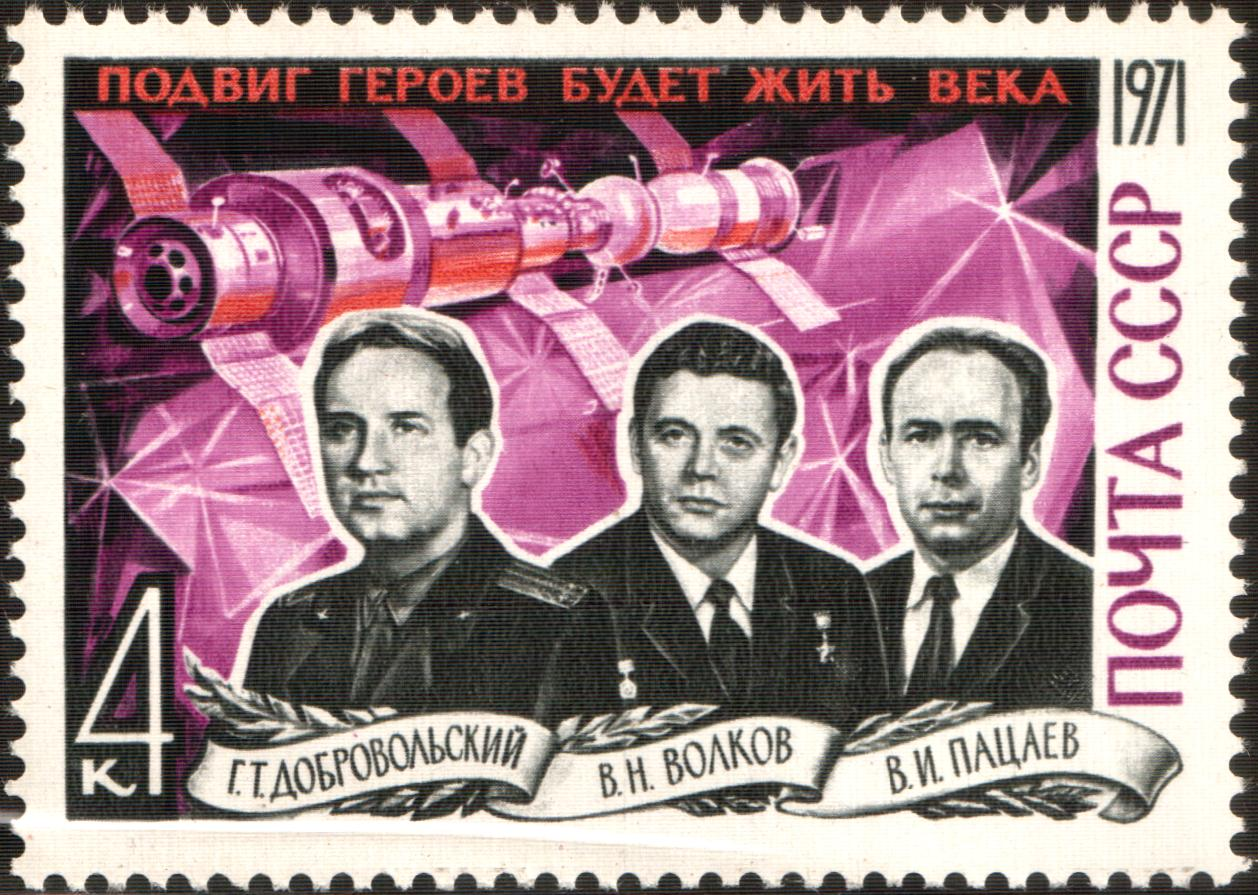
犠牲者を追悼する切手

3人に対しては盛大な国葬が行われ、モスクワの赤の広場にある共同墓地へ葬られた。アメリカ人宇宙飛行士のトーマス・スタッフォードは葬儀で棺を担いだ1人である。3人の名前は、月のクレーター、小惑星番号1789 - 1791番の小惑星（ドブロボルスキー、ボルコフ、パツァーエフ）にも付けられている。
この事故後、ソユーズは2人乗り専用となり、全面的に改造され、発射と着陸時には宇宙服を着用するようになった。1980年に初の有人飛行が行われたソユーズTからは再度3人乗りとなったが、帰還モジュールには3人が宇宙服を着て搭乗出来る広いスペースが設けられた。
宇宙飛行における死亡事故の多くは打上げ時と大気圏再突入時に発生しており、ソユーズ11号の事故が宇宙空間（高度100 km以上）で起こった唯一の死亡事故である。

## クルー
- ゲオルギー・ドブロボルスキー：1928年生まれ、オデッサ出身。チェダエボ空軍学校、空軍士官学校卒。船長として搭乗。
- ウラディスラフ・ボルコフ：1935年生まれ、モスクワ出身。モスクワ航空学校卒。ミッションエンジニア（飛行担当技師）として搭乗。
- ビクトル・パツァーエフ：1933年生、カザフスタン出身。工業学校卒。リサーチエンジニア（実験担当技師）として搭乗。

ドブロボルスキーとパツァーエフはこれが初飛行、ボルコフはソユーズ7号に続いて2度目の飛行であった。宇宙飛行経験のあるボルコフではなくドブロボルスキーが船長になったことは、船内の人間関係に悪影響を及ぼした。
ソユーズ11号には当初、アレクセイ・レオーノフ、ワレリー・クバソフ、ピョートル・コロディンの3人が搭乗予定であったが、打上げ4日前のX線検査でクバソフの結核感染が発見され、規定によりバックアップ・クルーの3人と交代となった。
レオーノフは問題のバルブがしばしば誤作動を起こしていたことを認識しており、突入前の宇宙船との交信で、自動ではなく手動でバルブを操作するようにとアドバイスしていた。しかし、結局クルーは自動でバルブを動作させ、死亡事故に至った。レオーノフは自分がソユーズ11号に乗っていれば事故は起こらなかったと自責の念にかられたという。
さらに、クルー交代原因となったクバソフの結核は、その後、誤診と判明した。サリュート2号軌道投入失敗後、クバソフ・レオーノフは1975年に行われたアポロ・ソユーズテスト計画に揃って参加した。